# Rove, Zagorje ob Savi
Rove este o localitate din comuna Zagorje ob Savi, Slovenia, cu o populație de 173 de locuitori.